# Physokermes hemicryphus
Physokermes hemicryphus är en insektsart som först beskrevs av Johan Wilhelm Dalman 1826.  Physokermes hemicryphus ingår i släktet Physokermes och familjen skålsköldlöss. Arten är reproducerande i Sverige. Inga underarter finns listade i Catalogue of Life.